# Seznam imperativních programovacích jazyků
Imperativní programovací jazyky k výpočtu využívají posloupnosti příkazů a určují přesný postup (algoritmus), jak danou úlohu řešit, mohou však používat i další programovací paradigmata a být tak zařazeny do více klasifikačních skupin. Níže je seznam programovacích jazyků, které se řídí imperativním programovacím paradigmatem.
A
- ABC
- ALGOL
- ALGOL 68
- ALGOL W
- Ada
- Alma-0
- Atlas Autocode

B
- Baltazar
- Baltík
- Boo
- Borland Delphi

C
- C
- COMAL
- Common Lisp

D
- Dexterity programming language
- Dialog Manager
- DotOrg

F
- FLACC
- Fortran

G
- GNU Pascal
- Geometric Description Language
- Glagol

J
- JavaScript

- JAVA

K
- Kaleidoscope
- Karel

M
- ML
- MLton
- Met English
- Modula

N
- Nemerle

O
- Oberon-1
- Occam

P
- PHP
- PL/0
- PL/C
- PL/I
- PL/M
- Parser
- Pascal
- Pascal/mt
- Prospero Pascal

Q
- QBasic

R
- Rapira
- Rc
- Roadsend PHP

S
- SCAR
- SPARK
- Speedcoding
- Standard ML
- Standard ML of New Jersey

V
- Visual Basic

X
- XHarbour
- XPL

Z
- Zeno
- Zonnon